# Music Amici
Music Amici (укр. Музичні друзі) — американський камерний ансамбль, створений 1985 року.
Засновницею ансамблю є скрипалька Марті Світ. Вона грала на скрипці з дитячого віку, здобула академічну освіту, входила до складу декількох відомих американських оркестрів. 1985 року вона заснувала ансамбль Music Amici та стала його артдиректором. Колектив складався з академічних музикантів та студійних виконавців, що виконували класичну та сучасну камерну музику.
Дебютний альбом Music Amici Sketches of Miles, що вийшов 1993 року на лейблі Angel Records, містив аранжування творів джазового музиканта Майлза Девіса, створені Байроном Олсоном. За рік Music Amici відзначилися на ще одному триб'ют-альбомі Олсона Sketches of Coltrane, присвяченому іншому джазмену Джону Колтрейну. 1993 року Music Amici випустили альбом творів сучасного американського композитора Бена Джонстона Ponder Nothing.
2000 року Music Amici випустили альбом Reel Life: Private Music of Film Composers, Vol 1, який містив твори відомих композиторів, що писали музику для фільмів — Боб Джеймс, Говард Шор, Майкл Кеймен, Рейчел Портман, Брюс Бротон та Девід Рексін, — яка не потрапила на кіноекрани. В журналі Billboard високо оцінили ідею, але назвали результат «менш ніж задовільним». Також твори у виконанні Music Amici потрапляли до збірок композитора Майкла Вейлена The Shadows of October (2006) та Lights Along the Highway (2010).